# Socket 2
Socket 2 — процессорный разъём, предназначенный для установки процессоров, совместимых с Intel 80486. Является усовершенствованной версией разъёма Socket 1, отличается от него добавленной поддержкой процессоров Pentium Overdrive и увеличенной частотой системной шины.
Предоставляемое сокетом напряжение питания — 5 В. Количество контактов — 238, расположены в виде матрицы 19×19, с шагом 0,1". Конструктивно выполнен в виде LIF- или ZIF-разъёма. Диапазон частот системной шины: 25, 33, 40, 50 МГц, множители 1.0, 2.0, 3.0. Используемые чипсеты: Intel 420TX (Saturn), VLSI 82C480.

## Список поддерживаемых процессоров
| - 486SX (25—33 МГц) - 486SX2 (50—66 МГц) - 486SXODP (25—33 МГц) - 486SX2ODP (50 МГц) - 486DX (25—50 МГц) | - 486DX2 (50—80 МГц) - 486DX4 (75—120 МГц) - 486DXODP (25—33 МГц) - 486DX2ODP (50—66 МГц) - 486DX4ODP (75—100 МГц) | - 486DX2ODPR (50—66 МГц) - 486DX4ODPR (75—100 МГц) - Pentium ODP (63 МГц, 83 МГц) - Am5x86 (133 МГц) - Cyrix Cx5x86 (100—120 МГц) |